# هانا هيغينز
هانا هيغينز (بالإنجليزية: Hannah Higgins)‏ هي مؤرخة الفن ومؤرخة أمريكية، ولدت في 1964.